# یک به یک (مدل داده)

یک کشور تنها یک پایتخت دارد و همچنین یک پایتخت فقط می‌تواند متعلق به یک کشور باشد.

رابطه یک به یک (به انگلیسی: One-to-One) در تحلیل سامانه‌ها، نوعی از کاردینالیتی است که به رابطه بین دو موجودیت اشاره دارد؛ به‌عنوان مثال A و B که در آن یک عنصر از A ممکن است فقط به یک عنصر از B مرتبط باشد و بالعکس.
از نظر ریاضی، یک تناظر دوسویه از A تا B وجود دارد. برای مثال؛ A را مجموعه همه انسان‌ها و B را مجموعه تمام مغزهای آنها در نظر بگیرید. هر شخص از A می تواند و باید فقط یک مغز از B داشته باشد و هر مغز انسانی در B می تواند و باید فقط متعلق به یک فرد باشد که در A موجود است.
در یک پایگاه داده رابطه‌ای، رابطه یک به یک زمانی وجود دارد که یک ردیف در یک جدول ممکن است تنها با یک ردیف در جدول دیگر مرتبط شود و بالعکس. توجه به این نکته مهم است که یک رابطه یک به یک ویژگی داده‌ها نیست، بلکه بیشتر مربوط به خود رابطه است.
لیسی از مادران و فرزندانشان ممکن است به طور اتفاقی مادران دارای یک فرزند را توصیف کند، در این صورت یک ردیف از جدول مادران تنها به یک ردیف از جدول کودکان اشاره دارد و بالعکس، اما خود این رابطه یک به یک نیست؛ زیرا مادران ممکن است بیش از یک فرزند داشته باشند، بنابراین یک رابطه یک به چند شکل می گیرد.